# بيزووتر (محطة مترو أنفاق لندن)
بيزووتر (بالإنجليزية: Bayswater)‏ هي إحدى محطات مترو أنفاق لندن. تقع على خط ديستريكت وسيركيل أفتتحت في المنطقة (Zone) رقم 1 أفتتحت في 1 أكتوبر 1868. 